# Appenai-sous-Bellême
Appenai-sous-Bellême is een gemeente in het Franse departement Orne (regio Normandië) en telt 222 inwoners (1999). De plaats maakt deel uit van het arrondissement Mortagne-au-Perche.

## Geografie
De oppervlakte van Appenai-sous-Bellême bedraagt 10,6 km², de bevolkingsdichtheid is 20,9 inwoners per km².

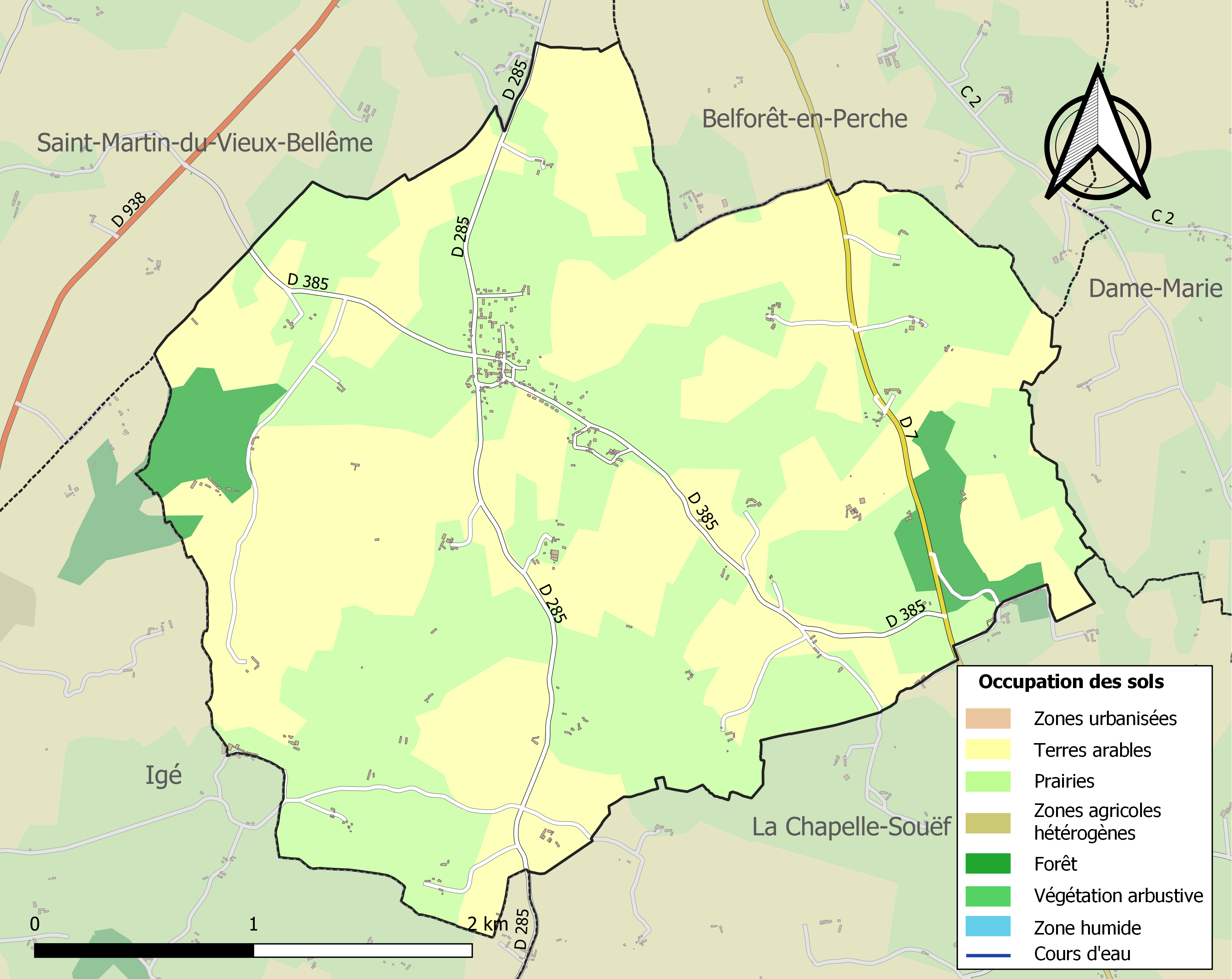
Kaart van de gemeente met de belangrijkste infrastructuur, bodemgebruik en omliggende gemeenten

## Demografie
Onderstaande figuur toont het verloop van het inwonertal (bron: INSEE-tellingen).